# Equites cataphractarii
Gli equites cataphractarii o equites clibanarii erano corpi di cavalleria "pesante" romana, che entrarono a far parte della cavalleria specialmente in epoca tardo-romana per contrastare le cavallerie di Parti prima, Sasanidi poi, oltre ai Sarmati. Furono gli unici cavalieri che non facevano parte di una particolare squadra di esploratori, ma erano un corpo ben distinto di cavalleria (può essere considerato il primo esistente del genere). I catafratti di epoca romana erano armati con una lancia a due punte (contus) e una spada leggermente più lunga del gladio in dotazione ai legionari (la spatha). Avevano un elmo con pennacchio e con apertura a visiera. La loro corazza proteggeva anche braccia e gambe (si trattava di una evoluzione della lorica squamata).

## Storia

### Alto Impero romano (117-284)
Le prime unità di catafratti introdotte nell'esercito romano, furono create da Adriano. Si trattava ad esempio dell'Ala I Gallorum et Pannoniorum catafractaria, formata da Sarmati Roxolani, i quali erano stati sistemati in Gallia e Pannonia dopo le guerre condotte contro di loro nel periodo 107-118. Oltre a questa unità, sempre nel II secolo, vale la pena ricordare anche l'Ala I Ulpia contariorum, di stanza nella vicina Pannonia inferiore e l'Ala I Gallorum et Pannoniorum cataphractaria, di stanza in Mesia inferiore, Britannia (sotto Adriano) e poi in Dacia sotto Antonino Pio.
(Arabia, Bostra, CIL III, 99 (p 969).)

### Tardo impero romano (284-476)
E se si ricordano solo poche unità di Cataphractarii nell'esercito del Principato (fino al 284), furono invece assai più numerose quelle nel tardo Impero romano, soprattutto in Oriente. Se ne registrano ben 19 unità secondo la Notitia Dignitatum, una delle quali era una schola, reggimento di guardie a cavallo imperiale. Tutte queste unità, tranne due, appartenne al Comitatus, con una minoranza tra i Comitatensi palatini, mentre ci fu solo un'unità militare di arcieri catafratti. Così li descrive Ammiano Marcellino nel loro ingresso a Roma durante la visita di Costanzo:
(Ammiano Marcellino, Rerum gestarum libri, XVI, 10, 8)
| Forze militari            | Quartier generale | Nome dell'unità (* = élite palatini grado) | N. delle unità | N. degli effettivi** |
| ------------------------- | ----------------- | --- | -------------- | -------------------- |
|                           | Bisanzio          | Schola scutariorum clibanariorum* | 1              | 500                  |
| COMITATUS PRAESENTALIS I  | Nicea             | Comites clibanarii* Equites cataphractarii Biturigenses Equites I clibanarii Parthi                                                             | 3              | 1 500                |
| COMITATUS PRAESENTALIS II | Adrianopoli       | Equites Persae clibanarii* Equites cataphractarii Equites cataphractarii Ambianenses Equites II clibanarii Parthi                               | 4              | 2 000                |
| COMITATUS ORIENTIS        | Antiochia         | Comites cataphractarii Bucellarii iuniores Equites promoti clibanarii Equites IV clibanarii Parthi Cuneus equitum II clibanariorum Palmirenorum | 4              | 1 750                |
| COMITATUS THRACIAE        | Marcianopoli      | Equites cataphractarii Albigenses | 1              | 500                  |
| LIMES THEBAIDOS           | Thebes            | Ala I Iovia cataphractaria | 1              | 250                  |
| LIMES SCYTHAE             |                   | Cuneus equitum cataphractariorum | 1              | 250                  |
| TOTALE ORIENTE            |                   | | 15             | 6 750                |
|                           |                   | |                |                      |
| COMITATUS PRAESENTALIS    | Milano            | Comites Alani* Equites sagitarii clibanarii | 2              | 1 000                |
| COMITATUS AFRICAE         | Cartagine         | Equites clibanarii | 1              | 500                  |
| COMITATUS BRITANNIARUM    | Londra            | Equites cataphractarii iuniores | 1              | 500                  |
| TOTALE OCCIDENTE          |                   | | 4              | 2 000                |

** Ipotizzando 500 armati effettivi in un'unità del comitatus, e 250 per i limitanei